# Дьяченко, Юрий Михайлович
Юрий Михайлович Дьяченко (8 февраля 1937, Дербент, Дагестанская АССР — 16 декабря 2020, Кисловодск, Ставропольский край) — советский и российский футболист и тренер. Играл на позиции нападающего. Заслуженный тренер РСФСР.

## Карьера

### Игровая
Воспитанник юношеской команды «Динамо» из Грозного. В 1955 году, будучи десятиклассником, был приглашён в юношескую сборную РСФСР, за которую успешно выступил на Спартакиаде 1956 года[уточнить]. Также в 1956 году выступал за любительский клуб «Металлург» (Орджоникидзе). В 1957 году вернулся в Грозный, играл за «Терек». В 1958 году транзитом через киевское «Динамо», в котором числился, перешёл в махачкалинский «Темп». С 1961 по 1962 год играл за «Шахтёр» из Шахт. В 1963 году выступал за одесский «Черноморец», после чего играл за кировоградскую «Звезду» и нальчикский «Спартак». В 1965 году выступал за «Терек». Завершил игровую карьеру в кисловодском «Спартаке».

### Тренерская
С 1968 года работал в качестве тренера, начинал свой тренерский путь в днепродзержинском «Прометей». В 1969 году тренировал «Строителе» из Рудного. С 1974 года тренировал «Терек», под его руководством клуб стал чемпионом РСФСР, а после окончания сезона 1975 года покинул клуб. С 1978 по 1980 год тренировал пермскую «Звезду», под руководством которой провёл 128 матчей, в которых одержал 64 победы. Со «Звездой» в первый же сезон вышел в первую лигу. В августе 1985 года вернулся в «Терек» и руководил клубом в течение 13 матчей, после чего тренировал «Машук». В 1989 году вновь вернулся в Грозный, где работал до июня 1990 года. В 1991 году назначен начальником кисловодского «Асмарала», а в 1993 году главным тренером.

## Личная жизнь
Родился в Дербенте в семье машиниста и учительницы начальных классов. По истечении трёх месяцев после рождения родители с Юрием переехали в Грозный, где и прошла его юность. После окончания школы Юрий поступил в железнодорожный техникум в Орджоникидзе, а затем в Грозненский государственный педагогический институт, на спортивный факультет. В 1978 году с отличием окончил Московскую высшую школу тренеров. В столице Чечено-Ингушской АССР проживал до 1983 года, после чего перебрался в Кисловодск.